# Katholieke Film Actie
De Katholieke Film Actie (KFA) was een stichting die de betere film onder de aandacht wilde brengen van het Nederlandse volk. Men wilde katholieken in "een legion van voorstanders van de goede film verenigen".
Op zondag 27 juni 1937 organiseerde de KFA de eerste Filmzondag, in een vijftal steden. De stichting bestond tussen 1937 en 2000, en ging toen over in de Stichting KFA-Filmbeschouwing, met haar website het Filmgesprek De stichting KFA wilde de bevordering van films met levensbeschouwelijke diepgang.